# Mona-Lisa Englund
Mona-Lisa Englund, som gift Mona-Lisa Englund-Crispin, född den 3 februari 1933 i Fuxerna i Lilla Edet i Älvsborgs län, död 2 september 1999 i Täby i Stockholms län, var en svensk allroundidrottare, som 1950 utsågs till Årets idrottskvinna.  

## Idrottskarriär

### Badminton
Englund spelade badminton för Örgryte Idrottssällskap, som då drev en badmintonsektion. Vid junior-SM 1950 nådde hon finalen och 1951 segrade hon i både singel och dubbel. I dubbel spelade hon ihop med Yvonne Dahlberg.

### Konståkning
Mona-Lisa Englund åkte konståkning i Göteborgs Konståkningsklubb, där pappan Helmer Englund var en pådrivande ledare och eldsjäl.  I JSM 1951 blev Mona-Lisa Englund mästare i paråkning tillsammans med Ronny Hall. 1956 kom Mona-Lisa Englund vid SM på andra plats paråkning tillsammans med Ronny Hall. De placerade sig också som tvåa vid nordiska mästerskapet 1956.
Inom konståkning var Mona-Lisa Englund instruktör. Hon medverkade i boken Barnskridskoskola och svarade för konståkningsavsnittet. 1969 gav hon ut boken Konståkning, som översattes till danska. Konståkning för alla kom ut som förstaupplaga 1974. 1977 kom uppföljaren Lär dig mer om konståkning, som hade flera medförfattare.

### Friidrott
På svenska mästerskapen (SM) debuterade Englund som 15-åring 1948 och blev tvåa i både höjd och trekamp som bestod av 100 meter, höjd och spjut. De närmaste åren dominerade hon SM i friidrott. Mona-Lisa Englund hade de svenska rekorden på 80 meter häck, trekamp och femkamp.
Hon tävlande för Kvinnliga IK Sport och under åren 1948 till 1952 tog hon i friidrottsgrenarna 80 m häcklöpning, höjdhopp, trekamp (äldre gren) och femkamp sju SM-guld och 9 andra SM-medaljer. Hon tog en silvermedalj i längdhopp och vann tre medaljer i stafett 4 x100 meter. Hon deltog 1948–1950 i tre friidrottslandskamper.
Mona-Lisa Englund representerade Sverige vid EM i friidrott i Bryssel 1950. Hon tävlade i femkamp och slutade fyra. Skador, under 1951, visade sig svårläkta. Den lovande karriären tog slut. Silvermedaljen i femkamp vid SM-tävlingarna 1952 blev hennes sista SM-medalj inom friidrotten.

### Handboll
I handboll representerade Englund Kvinnliga IK Sport. Hon A-lagsdebuterade 15 år gammal 1948. Till 1955 vann Mona-Lisa Englund åtta SM-guld. 1950 vann klubben SM utomhus sen nästa guld inomhus 1951. Hon vann åtta SM med klubben.
Landslagsdebuten gjorde hon 1949 tillsammans med sin äldre syster Ulla-Britt Englund. Hon vann NM (nordiska mästerskapet utomhus) tre gånger 1949, 1953 och 1955. När Mona-Lisa Englund slutade spela 1956 hade hon spelat 16 landskamper. I början av karriären var hon anfallsspelare men senare mest försvarsspelare. Skadorna från friidrotten påverkade inte hennes handbollsspel så mycket.
Enligt den nya landskampsstatistiken har hon bara spelat 7 landskamper och stått för 9 mål. I den statistiken finns bara inomhuslandskamper med. Inomhus debuterade hon 1953 mot Norge och hennes sista match var den 17 mars 1956 mot Tjeckoslovakien.

### Utmärkelser
1950 utsågs Englund till Årets idrottskvinna. Mona-Lisa Englunds Väg i stadsdelen Kviberg i Göteborg är sedan 2004 uppkallad efter henne.

## Privatliv
Englund var yngre syster till Ulla-Britt Englund. Även brodern, Thor Englund, var elitidrottare i fotboll och ishockey. 1956 blev Mona-Lisa Englund gymnastikdirektör vid Gymnastiska centralinstitutet (GCI). Hon blev verksam som lärare på institutet. På 1950-talet var hon idrottslärare vid Stanford University. 1960 gifte hon sig med Carl Anders Henrik Crispin och paret fick två barn. Dottern Anne-Charlotte Crispin vann JSM i konståkning 1973 och SM 1977. Mona Lisa Crispin är gravsatt i en familjegrav på Sandö kyrkogård, Smögen i Bohuslän.